# Страсбург (линеен кораб, 1936)
„Страсбург“ (на френски: Strasbourg) е френски линеен кораб от времето на Втората световна война. Втори кораб от типа „Дюнкерк“. „Дюнкерк“, който става първият бързоходен линкор, поради наложените ограничения, фактически съответства на линеен крайцер. При „Страсбург“ бронирането е усилено и той може да се нарече „малък линкор“. Кръстен е в чест на френския град Страсбург.

## Построяване
Линейните кораби „Дюнкерк“ и „Страсбург“ са първите капитални кораби във френския флот, заложени след края на Първата световна война. Те стават родоначалници на класа на „бързоходните линкори“. Изначално корабите от типа „Дюнкерк“ се строят, за да противодействат на новите германски бързоходни дизелни броненосци от типа „Дойчланд“, които са по-известни като „джобни линкори“. Когато става известно за залагането в Германия на по-мощните линейни кораби от типа „Шарнхорст“ броневата защита на строящия се „Страсбург“ е значително усилена.
Корабът е заложен на 25 ноември 1934 г. в Сен Назер, той се строи на две корабостроителници – Пеной и Шантие де Луар. Спуснат е на вода на 12 декември 1936 г., след което е преведен в Брест за дострояване. Въведен е в състава на флота през 1939 г., окомплектован е на 24 април 1939 г.

## История на службата

### Довоенен период
През юли 1939 г. адмирал Жансул пренася своя флаг на влезлия в състава на флота „Страсбург“. Систершиповете носят службата си заедно, а през август 1939 г. са преведени в състояние на бойна готовност.

### Втора световна война
През октомври 1939 г. влиза в състава на „Съединения Н“. Участва, заедно с британския флот, в лова на джобния линкор „Адмирал граф Шпее“. Участва в съпровождането на френските конвои. След капитулацията на Франция се намира в порт Мерс ел-Кебир в Алжир.

### Нападението над Мерс ел-Кебир
По време на провеждането на операция Катапулт и нападението на англичаните над Мерс ел-Кебир на 3 юли 1940 г., „Страсбург“ няма съществени повреди успява да си пробие път до Тулон.
В 17:10 „Страсбург“ излиза на главния фарватер и се насочва към морето на 15-възлов ход. След него плават 6 лидера. Линкорът „Дюнкерк“ излиза на фарватера, но получава няколко попадения и му е заповядано да се укрие в залива Сен Андре под защитата на форт Сайтом. Лидерът „Могадор“, след попадения в кърмата, се изхвърля на брега.
Британците се преместват на запад и поставят димна завеса. В същото време „Страсбург“, с петте лидера, започва пробива. „Линкс“ и „Тигр“ пропъждат с дълбочинни бомби английската подводница „Протеус“, опитваща се да излезе за атака срещу „Страсбург“. Самият линкор открива силен огън по закриващия изхода на залива британски разрушител „Рестлер“, карайки го да се оттегли. Френските кораби развиват пълен ход и се насочват към Тулон. При нос Канастел към тях се присъединяват шест разрушителя от Оран. В пределите на досегаемост на съединението се намира „Арк Роял“, но французите не се възползват от тази прекрасна възможност. На свой ред самолети „Суордфиш“, със 124-кг бомби, от британския самолетоносач се опитват да атакуват „Страсбург“. Попадения няма, а два повредени „Суордфиша“ по обратния път падат в морето. Още един „Скюа“ е свален от френските изтребители, опитващи се в това време да атакуват британските кораби.
„Худ“, с разрушителите, се опитва да настигне „Страсбург“, но към 19:00 разстоянието между тях е 44 км и не намалява. Британците на два пъти вдигат „Суордфишове“ с торпеда, за да спрат френския линкор, но претърпяват неуспех. Преследването е прекратено, защото Съмървил решава да не оставя „Валиант“ и „Резолюшън“ без защита, понеже нощен бой с голям брой големи разрушители и крайцери е прекалено рискован. Съединение „H“ се насочва към Гибралтар, където пристига на 4 юли. „Страсбург“, в съпровождение на лидерите, в 20:00 на 4 юли пристига в Тулон.

### Потопяването на флота в Тулон
„Страсбург“ в течение на периода 1941 – 1942 г. е флагмански кораб на адмирал Женсул. Поради дефицит на гориво той осъществява само къси походи в района на Тулон.
На 8 ноември 1942 г. съюзниците правят десант в Северна Африка. След няколко дена френските гарнизони прекратяват съпротивата. Хитлер заповядва да се окупира южна Франция, и на разсъмване, на 27 ноември, в Тулон влизат немските танкове. Френските кораби получават заповед да се самопотопят. Екипажът на „Страсбург“ поставя взривни заряди и корабът се отдалечава от причалната стена. Когато немските танкове се появяват на пирса, са отворени кингстоните, а корабът е обхванат от взривове. „Страсбург“ ляга на дъното, потапяйки се на 2 метра в тинята. Горната палуба е покрита от четириметров слой вода.
„Страсбург“ е изваден от водата на 17 юли 1943 г., от него са свалени катапулта, разкомплектована е надстройката за скрап и е свалена бронята от едната кула на главния калибър.
За да се избегнат бомбардировките, извадения „Страсбург“ е преместен в залива Лазар. На 18 август 1944 г., преди десанта на съюзниците в Тулон, 36 американски самолета Б-25 хвърлят по „Страсбург“ и намиращия се редом с него „Ла Галисионер“ 44 универсални бомби калибър 454 кг и 108 полубронебойни бомби калибър 454 кг. Корабите стоят без въоръжение, само с малък брой немски военнослужещи на борда. „Страсбург“ е уцелен от 7 бомби и той ляга на грунта.

## Следвоенна съдба
След освобождаването на Франция са правени опити да се възстанови извадения през 1946 г. „Страсбург“, но поради големите повреди и недостатъчното средства е решено той да не се възстановява. Корпусът на „Страсбург“ е използван за опити с подводни взривове. А на 27 май 1955 г. неговите останки са продадени за скрап за 458 милиона франка (1,2 млн. долара).

## Коментари
1. ↑  Всички данни са към септември 1939 г.